# Camponotus crucheti
Camponotus crucheti é uma espécie de inseto do gênero Camponotus, pertencente à família Formicidae.